# Hannsjörg Voth
Hannsjörg Voth (Bad Harzburg, 6 februari 1940) is een Duitse landschapskunstenaar.

## Levensloop
Voth werd geboren als zoon van Hans-Erich en Elisabeth Voth in Bad Harzburg in de buurt van het Harzgebergte. Het gezin verhuisde in 1945 naar Bremervörde, waar moeder Elisabeth vandaan kwam. Hannsjörg ging hier eerst een tijdje als timmerman leren voordat hij aan zijn kunstopleiding begon. Tussen 1961 en 1965 studeerde Voth ontwerpen aan de Hochschule für Künste Bremen in Bremen In 1968 verhuisde Voth naar München om daar bij een reclamebureau te werken en deed dit tot 1972, toen hij fulltime als kunstenaar ging werken.
Tussen 1978 en 1981 werkte Voth aan Boot aus Stein (Stenen boot), welke midden op het IJsselmeer werd geplaatst. Dit kunstwerk bestaat uit een 12 meter hoge piramide die rust op een ondergrond van 14 bij 14 meter en 9 houten palen van 3,5 meter hoog die op de bodem zijn geplaatst. De binnenruimte van de piramide was toegankelijk voor publiek via een ladder en bevatte een eettafel en mogelijke woonruimte. Voth heeft hier zelf ook enige maanden gewoond.
Tussen 1997 en 2003 woonde Voth in de Sahara van Marokko in de buurt van Erfoud. Hier heeft hij verscheidene werken gerealiseerd, zoals de Himmelstreppe (Hemeltrap), een 16 meter hoge trap die nergens naar leidt en de Goldene Spirale (Gouden spiraal) een groot uitgevoerde hellingbaan in de vorm van de gouden spiraal. Zijn laatste werk in Marokko, Stadt des Orion (Stad van Orion) bestaat uit zeven torens geplaatst in de vorm van het sterrenbeeld Orion.

## Werken (selectie)
- Feldzeichen, Ingelsberg (1973-1975)
- Reise ins Meer, Ludwigshafen (1978)
- Boot aus Stein, IJsselmeer (1978-1981)
- Steinhaus mit Seelenloch, Berlijn (1980-1984)
- Himmelstreppe, Marha-Ebene, Marokko (1980-1987)
- Scheitelhaltung, Hilpoltstein (1990-1992)
- Zwischen Sonnentor und Mondplatz, München (1991-1993)
- Goldene Spirale, Marha-Ebene (1992-1997)
- Stadt des Orion, Marha-Ebene (1997-2003)

## Galerij

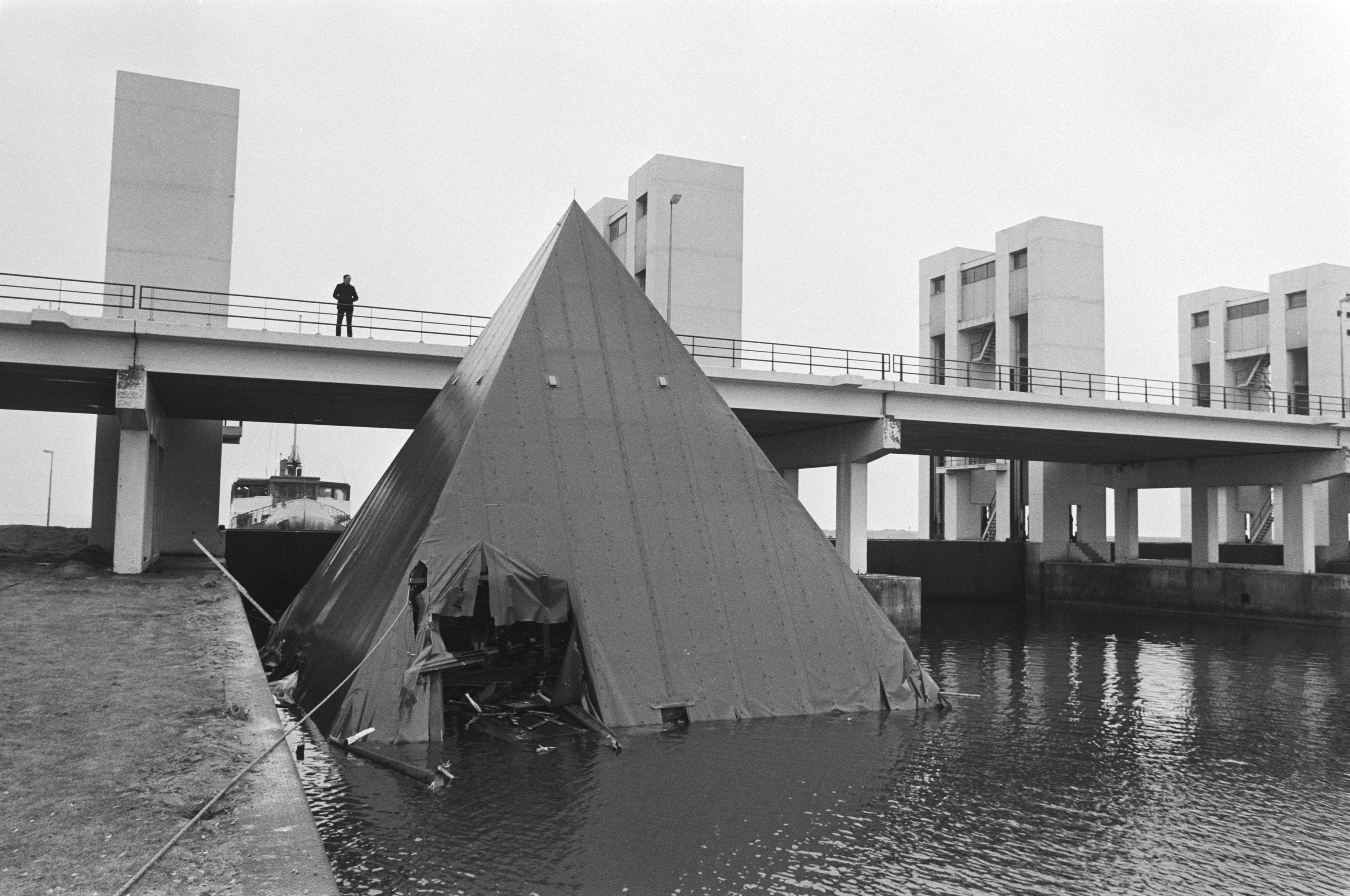
Boot aus Stein bij de Houtribsluizen in Lelystad
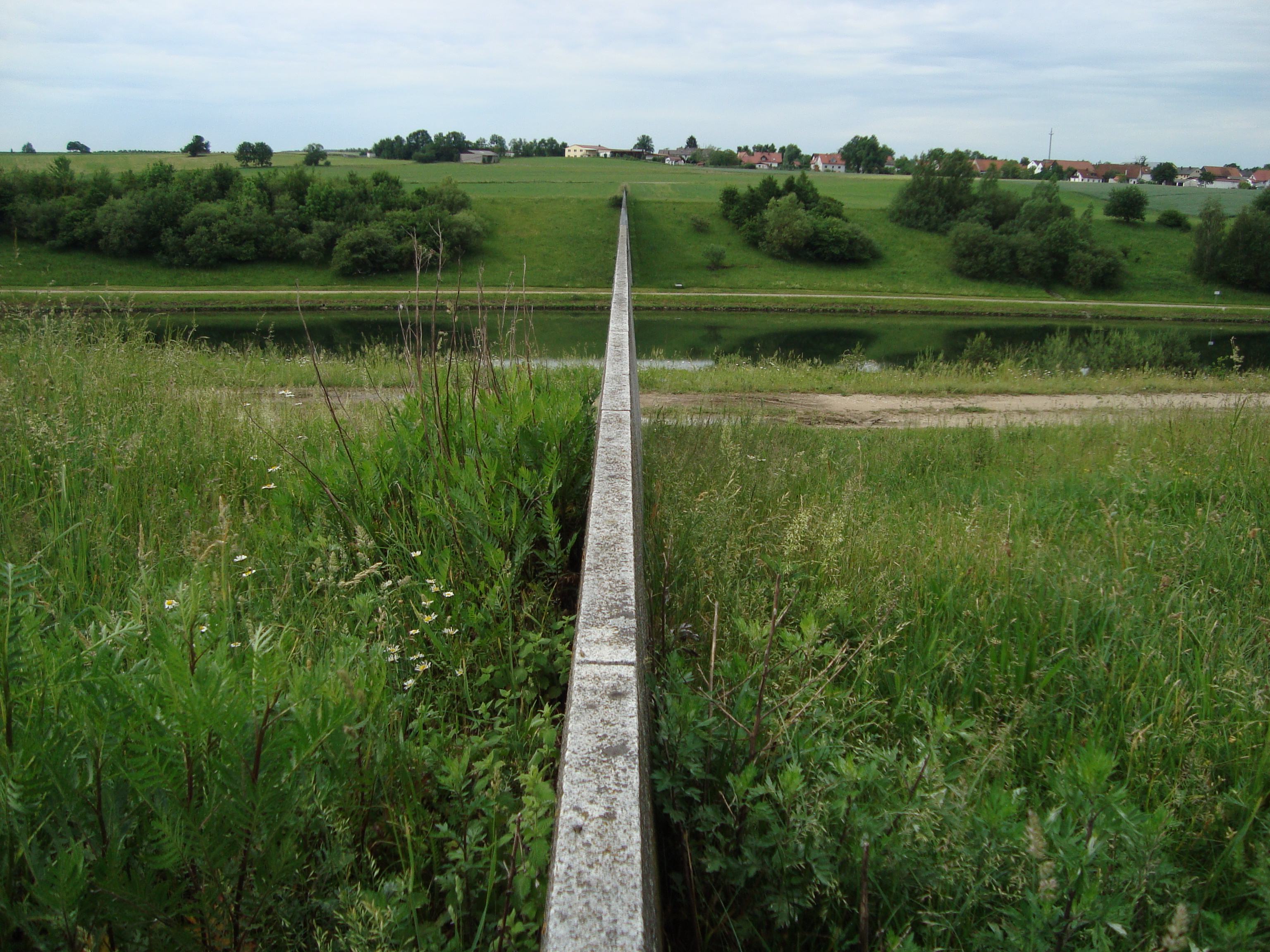
Scheitelhaltung bij het Main-Donaukanaal
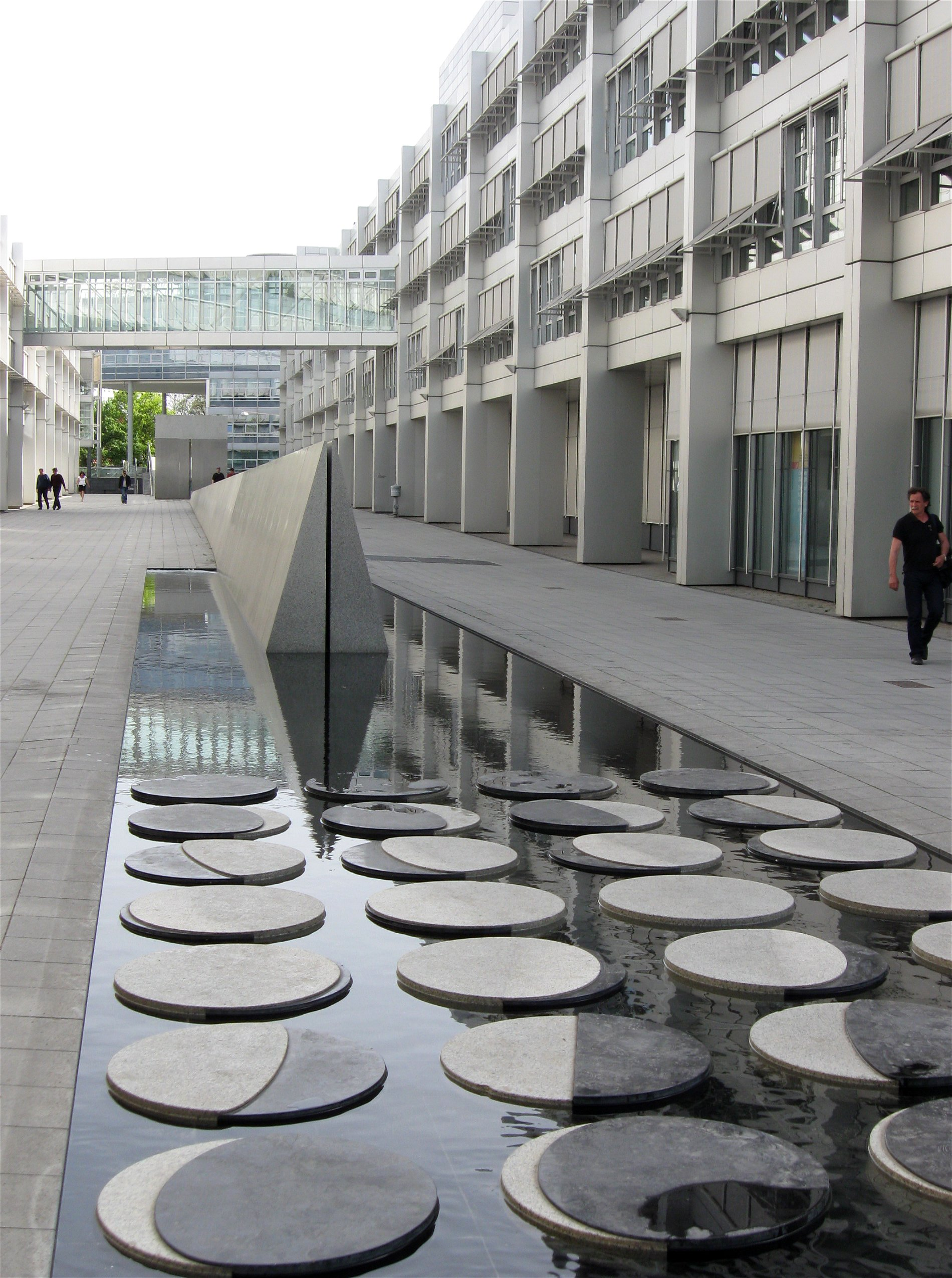
Zwischen Sonnentor und Mondplatz bij het Europees Octrooibureau in München